# Гипотеза о загрязнении

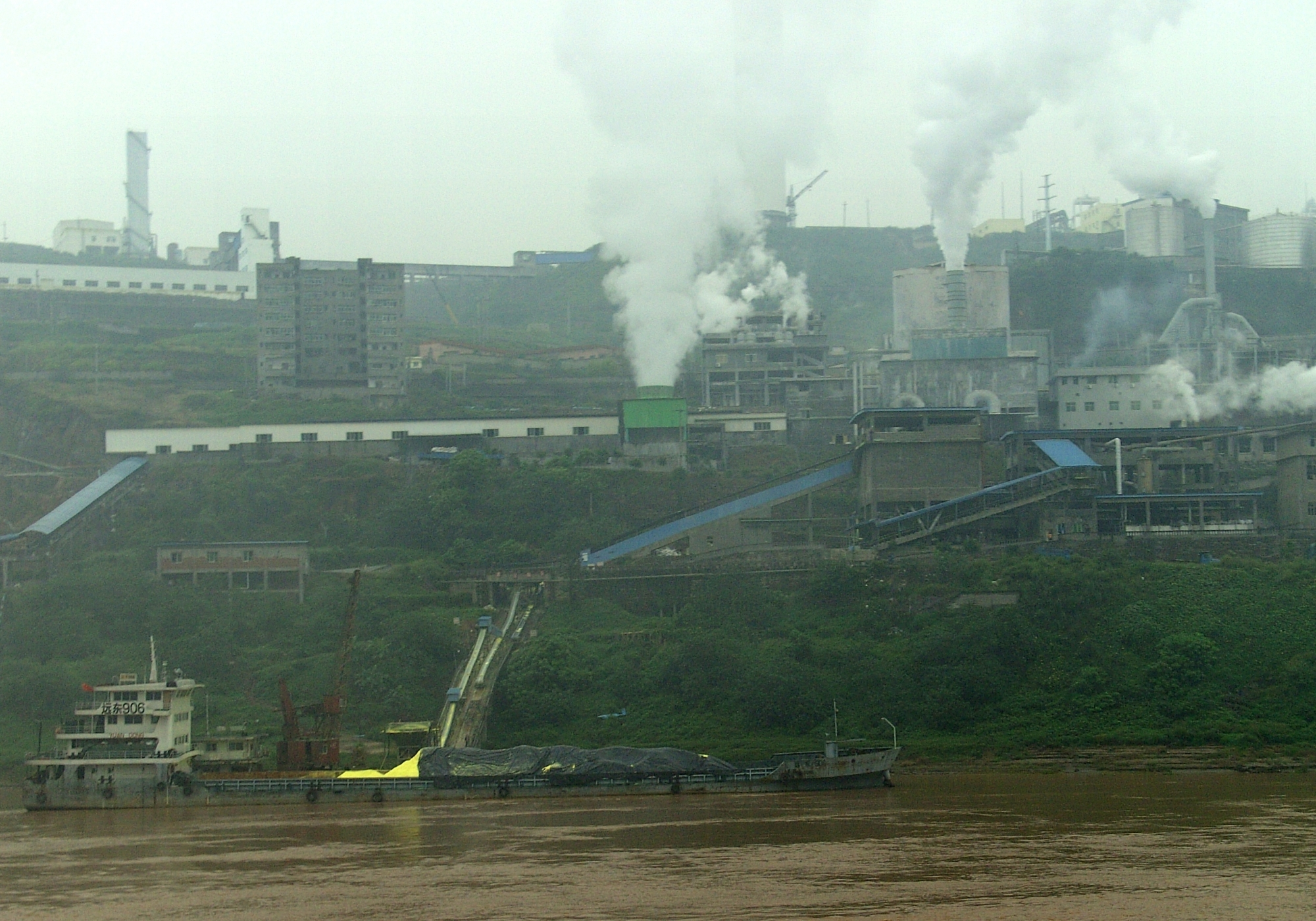
Фабрика в Китае с дымовыми трубами у реки Янцзы

Гипотеза о загрязнении гласит, что, когда крупные промышленно развитые страны стремятся создать заводы или офисы за границей, они часто будут искать самый дешевый вариант с точки зрения ресурсов и рабочей силы, которые обеспечивают доступ к земле и материалам, который им требуется. При этом такое часто происходит за счет экологически вредных методов. Развивающиеся страны с дешевыми ресурсами и рабочей силой, как правило, имеют менее строгие экологические нормы, и, наоборот, страны с более строгими экологическими нормами становятся более дорогими для компаний в результате затрат, связанных с соблюдением этих стандартов. Таким образом, компании, которые решили физически инвестировать в зарубежные страны, имеют тенденцию (пере) размещаться в странах с самыми низкими экологическими стандартами или с самым слабым правоприменением.

## Три шкалы гипотезы
1. Затраты контроля загрязнения оказывают влияние на маржу, посредством чего влияют на инвестиционные решения и торговые потоки.
2. Затраты на борьбу с загрязнением достаточно важны, чтобы измеримо влиять на торговлю и инвестиции.
3. Страны устанавливают свои экологические стандарты ниже социально-эффективных уровней с целью привлечения инвестиций или продвижения своего экспорта[2].

Шкалы 1 и 2 имеют эмпирическую поддержку, но значение гипотезы относительно других инвестиционных и торговых факторов все еще остается спорным. Одно исследование показало, что экологические нормы оказывают сильное негативное влияние на ПИИ страны, особенно в отраслях с интенсивным загрязнением, если измерять их занятость. Однако это же исследование показало, что экологические нормы, существующие в соседних странах, оказывают незначительное влияние на торговые потоки этой страны.

## Формула и вариации
Yi = αRi + XiβI + εi
В приведенной выше формуле Y — экономическая деятельность, R — нормативная строгость, X — совокупность других характеристик, влияющих на Y, и ε — термин ошибки. Теоретически, изменив значение R, аналитики смогут рассчитать ожидаемое влияние на экономическую активность. Согласно гипотезе о загрязнении, это уравнение показывает, что экологические нормы и экономическая деятельность имеют отрицательную корреляцию, потому что правила повышают стоимость основных ресурсов для товаров с интенсивным загрязнением и уменьшают сравнительные преимущества юрисдикций в этих товарах. Это отсутствие сравнительного преимущества заставляет фирмы переходить в страны с более низкими экологическими стандартами, снижая Y.
Существует также расширенная формула, как показано ниже:
Yit = vi + αRit + γTit + θRitTit + X'βit + εit
Эта расширенная формула учитывает, увеличивает ли либерализация торговли (то есть уровень торговых барьеров, существующих в стране, обозначенный как T) отрицательную корреляцию между экономической деятельностью (Y) и строгостью регулирования (R). Некоторые авторы утверждают, что торговые барьеры несоразмерно влияют на окружающую среду, и это уравнение пытается количественно оценить взаимодействие между торговыми барьерами и строгостью регулирования и соответствующий эффект в отношении объема производства в экономике.

## Связь с экологической кривой Кузнеца

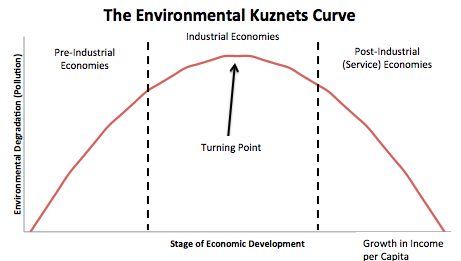
Простое воссоздание Экологической Кривой Кузнеца, выполненное с использованием Microsoft Excel.

Экологическая кривая Кузнеца (EKC) — это концептуальная модель, которая предполагает, что концентрации загрязнения в стране возрастают с развитием и индустриализацией до поворотного момента, после чего они снова падают, поскольку страна использует свое повышенное благосостояние для снижения концентраций загрязнения, что предполагает окружающая среда в развитых странах достигается за счет более грязной окружающей среды в развивающихся странах. В этом смысле, EKC является потенциальным отражением гипотезы о загрязнении, поскольку одним из факторов, которые могут стимулировать ухудшение состояния окружающей среды, наблюдаемое в доиндустриальной экономике, является приток отходов из постиндустриальной экономики . Та же передача загрязняющих фирм через торговлю и иностранные инвестиции может привести к снижению деградации окружающей среды, наблюдаемой в наклонной части EKC, которая моделирует постиндустриальную (сервисную) экономику. Эта модель верна в случаях национального развития, но не обязательно может быть применена в местном масштабе.

## Пример
Отработанные батареи, которые американцы возвращают для переработки, все чаще отправляются в Мексику, где свинец внутри них добывается грубыми методами, которые незаконны в Соединенных Штатах. Этот увеличенный экспортный поток является результатом строгих новых стандартов Агентства по охране окружающей среды в отношении загрязнения свинцом, которые делают внутреннюю переработку более трудной и дорогой в Соединенных Штатах, но не запрещают компаниям экспортировать работу и представлять опасность для стран, где экологические стандарты являются низкими принуждение слабое. В этом смысле Мексика становится убежищем загрязнения для аккумуляторной промышленности США, потому что мексиканские чиновники по охране окружающей среды признают, что им не хватает денег, рабочей силы и технических возможностей для контроля над потоком. По данным The New York Times, в 2011 году 20 % использованных американских транспортных средств и промышленных аккумуляторов экспортировалось в Мексику, по сравнению с 6 % в 2007 году, что означает, что в этом году через границу пересекут около 20 миллионов аккумуляторов. Значительная часть этого потока была ввезена контрабандой после того, как ее назвали металлическим ломом.

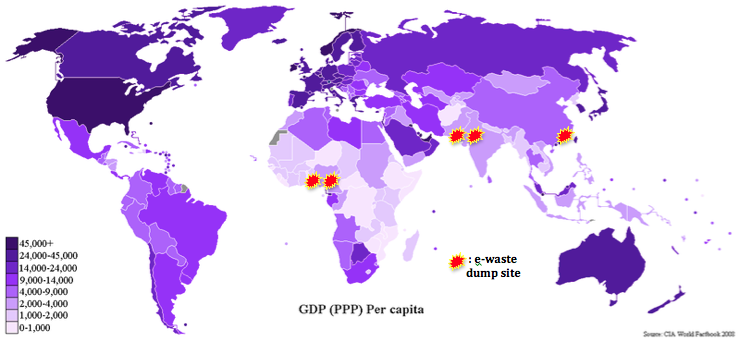
Карта ВВП ППС на душу населения с известными площадками свалки электронных отходов добавлена в 2013 году.

Карта мира, показанная здесь, иллюстрирует, как места захоронения электронных отходов (или места, где граждане или транснациональные корпорации промышленно развитых стран сбрасывают свои использованные электронные устройства) вместе с ППС ВВП на душу населения в этих странах.

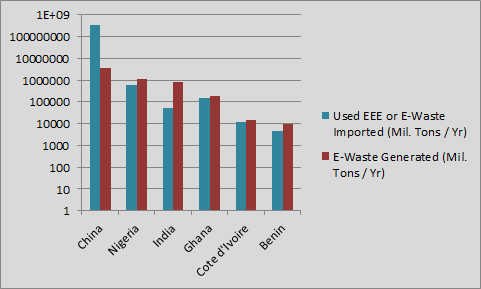
Показывает приблизительное количество использованных EEE и E-отходов, импортированных в страны, не включенные в приложение 1 к Киотскому протоколу, при этом E-отходы образуются за счет внутренних поставок каждой страны

Хотя ВВП на душу населения по ППС не является идеальным индикатором экономического развития, а площадки для захоронения электронных отходов являются лишь одним небольшим аспектом, показывающим места загрязнения, эта карта иллюстрирует, как площадки для захоронения электронных отходов часто расположены в более бедных относительно доиндустриальных странах, что обеспечивает некоторое доказательство гипотезы о загрязнении.

## Области противоречий
Первая область разногласий в отношении теории загрязнения связана с формулами выше. Найти подходящую меру строгости регулирования (R) непросто, потому что мы хотим знать, насколько дороже производство в данной юрисдикции по сравнению с другими из-за экологических норм этой юрисдикции. Однако затраты на соблюдение требований, вытекающие из этих нормативных актов, могут выражаться в виде экологических налогов, задержек в регулировании, угрозы или исполнения судебных исков, изменения дизайна продукта или ограничений на выбросы. Такое распространение затрат затрудняет количественную оценку R.
Другая важная критика второй формулы заключается в том, что трудно измерить жесткость регулирования и торговые барьеры, поскольку эти два эффекта, вероятно, являются эндогенными, поэтому лишь немногие исследования пытались оценить косвенное влияние либерализации торговли на районы загрязнения. Кроме того, правительства порой вступают в неэффективную конкуренцию, чтобы фактически привлечь загрязняющие отрасли путем ослабления их экологических стандартов. Однако в соответствии с традиционной экономической теорией правительства, максимизирующие благосостояние, должны устанавливать стандарты, чтобы выгоды оправдывали издержки на пределе. Это не означает, что экологические стандарты повсюду будут одинаковыми, поскольку юрисдикции имеют разные ассимиляционные возможности, затраты на борьбу с загрязнением и социальные установки в отношении окружающей среды, а это означает, что следует ожидать неоднородности стандартов загрязнения. В целом это означает, что миграция отрасли в менее строгие юрисдикции может не вызывать проблем с эффективностью в экономическом смысле.
Последняя область противоречия — имеет ли эмпирическую поддержку гипотеза о загрязнении. Например, исследования выявили статистически значимые доказательства того, что страны с низким качеством воздуха имеют более высокий коэффициент экспорта угля, но величина воздействия мала по сравнению с другими переменными. Пол Кругман, экономист, лауреат Нобелевской премии, скептически относится к тому, имеют ли районы загрязнения эмпирическую поддержку в экономической теории, поскольку он пишет: «На данный момент трудно привести основные примеры отраслей, в которых феномен загрязнения существует, при этом его существование в отдельных областях приводит к международным негативным последствиям. Это, однако, не говорит о том, что такие примеры не могут возникнуть в будущем.»
У шкалы 3 были эмпирические аргументы, противостоящие ей, особенно за последние 20 лет. Некоторые экономисты утверждают, что, как только в стране будут введены более высокие экологические стандарты, крупные многонациональные фирмы, присутствующие в стране, вероятно, будут настаивать на правоприменении, чтобы уменьшить преимущество в стоимости небольших местных фирм. Этот эффект сделает страны со строгими экологическими стандартами пристанищем для крупных компаний, которые часто связаны с более высоким уровнем загрязнения, а это означает, что загрязняющими сторонами могут быть более мелкие компании, а не более крупные ТНК, которые теоретизируются другими сторонниками гипотезы о загрязнении.